# Андреевка (Николаевский район, Николаевская область)
Андре́евка (укр. Андріївка) — село в Николаевском районе Николаевской области Украины.
Население по переписи 2016 года составляло 228 человек. Телефонный код — 512.

## Местный совет
57104, Николаевская обл., Николаевский р-н, с. Ясная Поляна, переул. Центральный, 3
Голова сельского совета: Горбунов Роман Сергеевич